# Brunellia cuzcoensis
Brunellia cuzcoensis är en tvåhjärtbladig växtart som beskrevs av José Cuatrecasas. Brunellia cuzcoensis ingår i släktet Brunellia och familjen Brunelliaceae. Inga underarter finns listade i Catalogue of Life.